# Les Yeux de la nuit 3
Pour plus de détails, voir Fiche technique et Distribution.
Les Yeux de la nuit 3 (Night Eyes Three) est un polar américain, réalisé par Andrew Stevens, sorti 1993. C'est le troisième film de la saga Night Eyes.

## Synopsis
Vedette du Show "Sweet Angels", Zoe Clairmont (Shannon Tweed) est poursuivie par son ex petit-ami. Donc, elle engage un ancien flic, Will Griffith (Andrew Stevens), qui a monté sa propre société de sécurité. Il met en place des équipements de surveillance à la maison pour protéger l'actrice. Peu à peu, l'observateur et sa cliente sont attirés par l'un et l'autre.

## Fiche technique
- Titre : Les Yeux de la nuit 3
- Titre original : Night Eyes Three
- Réalisation : Andrew Stevens
- Scénario : Andrew Stevens et Michael W. Potts
- Musique : Terry Plumeri
- Production : Ashok Amritraj et Andrew Stevens
- Sociétés de production : Republic Entertaiment (États-Unis)
- Pays d'origine :  États-Unis
- Langue : Anglais
- Genre : Drame, Thriller érotique
- Durée : 97 minutes
- Dates de sortie :
  - États-Unis : 1er septembre 1993
  - France : 1er août 1995

## Distribution
- Andrew Stevens : Will Griffith
- Shannon Tweed : Zoe Clairmont
- Tracy Tweed (en) : Dana Gray
- Daniel McVicar (en) : Thomas Cassidy
- Tristan Rogers (en) : Jim Stanton
- Todd Curtis : Dan Everett
- Allison Mack : Natalie
- Richard Portnow : Kaplan
- Marianne Muellerleile : Mme O'Brien
- Leslie S. Sachs : Karen
- Stan Sellers : Detective Bart
- Phil Redrow : Mumba
- Monique Parent : Brandy
- Alina Cenal : Teresa